# Samsung Galaxy Gear
El Samsung Galaxy Gear es un reloj inteligente desarrollado y producido por Samsung, que trabaja con el sistema operativo Android. Fue presentado por su compañía fabricante el 4 de septiembre de 2013 en la feria IFA de Berlín, en Alemania, junto con el dispositivo celular Samsung Galaxy Note 3.

## Información
Lee Young-hee , vicepresidente de Samsung reveló que el dispositivo comenzó a producirse y desarrollarse desde junio de 2013. En una entrevista con Times, publicada el 27 de agosto de 2013, Lee Young-hee confirmó que el Samsung Galaxy Gear se dio a conocer 4 de septiembre, en la IFA Consumer Electronics de Berlín. El vicepresidente ejecutivo explicó además lo siguiente:
Este reloj será lo último en tecnología Samsung ya que el gadget podrá conectarse con el nuevo Galaxy Note 3 y permitirá gestionar llamadas y mensajes. Este reloj es como un teléfono ya que puedes hacer búsquedas en Internet e incluso tomar fotos con su cámara integrada.
La pantalla del gadget es táctil, pero a pesar de que es como llevar un móvil normal y corriente atado a la muñeca no se podrán descargar juegos o aplicaciones por el estilo.
El Galaxy Gear es un dispositivo lleno de tecnología, aplicaciones y funcionalidades idénticas a las de un Teléfono inteligente , nos permite mirar el teléfono con un gesto tan simple como mirar la hora, esta idea de reloj conectado simplemente lo veíamos en cine. pero más adelante ver a la gente que habla con su muñeca se va a volver un hábito.
Algunas de las cosas que puedes hacer son:
hacer y recibir llamadas
hacer fotos o vídeos
ver las citas
medir tus pasos

El dispositivo no tendrá una pantalla flexible. El nuevo dispositivo servirá para mejorar y enriquecer la experiencia actual de los teléfonos inteligentes en muchos aspectos. Esto llevará una nueva tendencia en las comunicaciones móviles inteligentes. Estamos seguros de que este nuevo dispositivo dará impulso significativo a la industria móvil.

## Colores
El dispositivo está disponible en siete colores: negro, gris, naranja, beige, oro, rosa y verde.

## Competencia
El dispositivo compite directamente con el reloj inteligente de Apple, el Apple Watch series 4, y con Sony, el Sony SmartWatch; actualmente existen otros fabricantes desarrollando su propio reloj inteligente, tales como , Casio y Google Inc.
Actualmente han lanzado nuevos modelos como Samsung Gear Fit 2 Pro